# Mehdi Jelodarzadeh
Hossein Mehdi Jelodarzadeh Sedei (né le 21 septembre 1976) est un athlète iranien, spécialiste du 800 mètres.

## Biographie
Il remporte la médaille d'or du 800 mètres lors des championnats d'Asie de 2000, à Djakarta, dans le temps de 1 min 49 s 80.

### Palmarès
| Date | Compétition         | Lieu     | Résultat | Épreuve | Performance   |
| ---- | ------------------- | -------- | -------- | ------- | ------------- |
| 2000 | Championnats d'Asie | Djakarta | 1er      | 800 m   | 1 min 49 s 80 |

### Records
| Épreuve | Performance  | Lieu  | Date          |
| ------- | ------------ | ----- | ------------- |
| 800 m   | 1 min 47 s 8 | Ahwaz | 23 avril 2000 |